# Liberty Bowl 2018
Match précédent Match suivant
Le Liberty Bowl 2018 est un match de football américain de niveau universitaire joué après la saison régulière de 2018, le 31 décembre 2018 au Liberty Bowl de Memphis dans l'État du Tennessee aux États-Unis.
Il s'agit de la 60e édition du Liberty Bowl.
Le match met en présence l'équipe des Tigers du Missouri issue de la Southeastern Conference et l'équipe des Cowboys d'Oklahoma State issue de la Big 12 Conference.
Il débute à 14 h 50 locales et est retransmis à la télévision par ESPN.
Sponsorisé par la société AutoZone (en), le match est officiellement dénommé le  AutoZone Liberty Bowl 2018.
Oklahoma State gagne le match sur le score de 38 à 33.

## Présentation du match
| Équipes                                                                                             | Conférences | Entraîneurs     | Stats. saison rég. | Classements avant le bowl CFP-AP-Coaches |
| --------------------------------------------------------------------------------------------------- | ----------- | --------------- | ------------------ | ---------------------------------------- |
| Tigers du Missouri                                                                                  | SEC         | Barry Odom (en) | 8 - 4              | #23 / #24 / NC                           |
| Cowboys d'Oklahoma State                                                                            | B12         | Mike Gundy (en) | 6 - 6              | NC                                       |
| Arbitre : Jerry McGinn (Big Ten) Équipe donnée favorite par les bookmakers : Missouri par 8 points. |             |                 |                    |                                          |

Il s'agit de la 53e rencontre entre ces deux équipes, Missouri menant les statistiques avec 29 victoires contre 23 pour Oklahoma State.

### Tigers du Missouri
Avec un bilan global en saison régulière de 8 victoires et 4 défaites (4-4 en matchs de conférence), Missouri est éligible et accepte l'invitation pour participer au Liberty Bowl de 2018.
Ils terminent 5e de la East Division de la Southeastern Conference derrière #7 Georgia, #12 Kentucky, #7 Florida et South Carolina.
À l'issue de la saison 2018 (bowl non compris), ils seront classés #23 au classement CFP et #24 au classement AP.
Après le bowl, ils n'apparaissent plus dans les classements CFP, AP et Coaches.
Il s'agit de leur 3e participation au Liberty Bowl :
| Date             | Saison | Vainqueur           | Score | Perdant         |
| ---------------- | ------ | ------------------- | ----- | --------------- |
| 23 décembre 1978 | 1978   | Missouri Tigers     | 20-15 | LSU Tigers      |
| 27 décembre 1980 | 1980   | Purdue Boilermakers | 28-25 | Missouri Tigers |

### Cowboys d'Oklahoma State
Avec un bilan global en saison régulière de 6 victoires et 6 défaites (3-6 en matchs de conférence), Oklahoma State est éligible et accepte l'invitation pour participer au Liberty Bowl de 2018.
Ils terminent 9e et avant dernier de la Big 12 Conference.
À l'issue de la saison 2018, ils n'apparaissent pas dans les classements CFP, AP et Coaches.
Il s'agit de leur première apparition au Liberty Bowl.

## Résumé du match
Résumé et photo sur la page du site francophone The Blue Pennant.
Début du match à  14 h 50, fin à 18 h 36 pour une durée totale de jeu de 3 h 46 min.
Températures de 13 °C, vent d'ouest de 23 km/h, ciel nuageux.
| QT            | Temps         | Drive         | Drive         | Drive         | Équipe        | Description de l'action | Score | Score |
| ------------- | ------------- | ------------- | ------------- | ------------- | ------------- | --- | ----- | ----- |
| QT            | Temps         | Jeux          | Yards         | TDP           | Équipe        | Description de l'action | MIZ   | OKST  |
| 1             | 09:27         | 11            | 80            | 04:12         | OKST          | TD de 30 yards par WR Stoner Dillon après réception d'une passe de QB Taylor Cornelius + 1 point de conversion par K Ammendola Matt         | 0     | 7     |
| 1             | 06:46         | 6             | 74            | 02:36         | MIZ           | FG de 24 yards par K McCann, Tucker | 3     | 7     |
| 2             | 07:49         | 16            | 97            | 05:48         | MIZ           | TD de 5 yards par WR Gicinto Domini après réception d'une passe de QB Lock Drew + 1 point de conversion par K McCann Tucker                 | 10    | 7     |
| 2             | 05:31         | 9             | 65            | 02:18         | OKST          | TD de 7 yards par WR Johnson Tyron après réception d'une passe de QB Taylor Cornelius + 1 point de conversion par K Ammendola Matt          | 10    | 14    |
| 2             | 03:35         | 5             | 75            | 01:56         | MIZ           | TD de 16 yards par TE Blanton Kendal après réception d'une passe de QB Lock Drew mais la tentative de conversion par K McCann Tucker échoue | 16    | 14    |
| 3             | 11:49         | 10            | 75            | 03:11         | OKST          | TD de 9 yards par WR Wallace Tylan après réception d'une passe de QB Cornelius Taylor + 1 point de conversion par K Ammendola Matt          | 16    | 21    |
| 3             | 10:21         | 3             | 26            | 01:14         | OKST          | TD à la suite d'une course de 4 yards par RB Hubbard Chuba + 1 point de conversion par K Ammendola Matt                                     | 16    | 28    |
| 3             | 04:20         | 12            | 67            | 06:01         | MIZ           | FG de 26 yards par K McCann Tucker | 19    | 28    |
| 3             | 03:08         | 4             | 75            | 01:12         | OKST          | TD de 46 yards par WR Johnson Tyron après réception d'une passe de QB Taylor Cornelius + 1 point de conversion par K Ammendola Matt         | 19    | 35    |
| 4             | 14:41         | 1             | 86            | 00:10         | MIZ           | TD de 86 yards par WR Johnson Johnathon après réception d'une passe de QB Lock Drew + 1 point de conversion par K McCann Tucker             | 26    | 35    |
| 4             | 11:50         | 2             | 80            | 00:28         | MIZ           | TD à la suite d'une course de 55 yards par RB Rountree Larry III + 1 point de conversion par K McCann, Tucker                               | 33    | 35    |
| 4             | 05:54         | 11            | 66            | 03:28         | OKST          | FG de 27 yards par K Ammendola, Matt | 33    | 38    |
| Score final : | Score final : | Score final : | Score final : | Score final : | Score final : | Score final : | 33    | 38    |

## Statistiques
| Nom              | Équipe                   | Poste       |
| ---------------- | ------------------------ | ----------- |
| Taylor Cornelius | Cowboys d'Oklahoma State | Quarterback |

| Statistiques                           | MIZ                                                | OKST                                               |
| -------------------------------------- | -------------------------------------------------- | -------------------------------------------------- |
| 1er down                               | 27                                                 | 27                                                 |
| 1er down à la course                   | 9                                                  | 10                                                 |
| 1er down à la passe                    | 14                                                 | 15                                                 |
| 1er down suite pénalité                | 4                                                  | 2                                                  |
| Conversion de 3e down                  | 9/18                                               | 9/14                                               |
| Conversion de 4e down                  | 1/3                                                | 0/1                                                |
| Jeux–yards                             | 80 jeux pour 637 yards                             | 80 jeux pour 502 yards                             |
| Yards à la course                      | 42 courses pour 262 yards (moy.= 6.3 yards/course) | 35 courses pour 169 yards (moy.= 4.8 yards/course) |
| Yards à la passe                       | 373                                                | 333                                                |
| Passes : Réussies-Tentées-Interceptées | 23/38 passes complétées, 0 interception            | 27/45 passes complétées, 2 interception            |
| Réussite en zone rouge/chances         | 4/5                                                | 4/4                                                |
| TD                                     | 4                                                  | 5                                                  |
| Field Goals                            | 2/3                                                | 1/1                                                |
| Sacks (Nombre-Yards)                   | 2 pour 9 yards adverses perdus                     | -                                                  |
| Fumbles (Nombre/Perdus)                | 3/1                                                | 1/0                                                |
| Pénalités (Nombre/Yards perdus)        | 6 pour 65 yards perdus                             | 7 pour 76 yards perdus                             |
| Temps de possession                    | 32:25                                              | 27:35                                              |

| Missouri          |                   |                                                                          |
| Quarterback       | Drew Lock         | 23/38 passes complétées, 373 yards, 0 interception, 3 TDs, 0 sack subi   |
| Meilleur coureur  | Larry Rountree    | 27 courses pour 204 yards nets gagnés, 1 TD, moyenne de 7,6 yards/course |
| Meilleur receveur | Johnathon Johnson | 9 réceptions pour 185 yards gagnés, 1 TD                                 |
| Meilleur tackler  | Cale Garrett      | 8 tacles dont 6 en solo                                                  |
| Oklahoma State    |                   |                                                                          |
| Quarterback       | Taylor Cornelius  | 26/44 passes complétées, 336 yards, 2 interception, 4 TDs, 2 sacks subis |
| Meilleur coureur  | Chuba Hubbard     | 18 courses pour 145 yards nets gagnés, 1 TD, moyenne de 8,1 yards/course |
| Meilleur receveur | Tyron Johnson     | 7 réceptions pour 141 yards gagnés, 2 TDs                                |
| Meilleur tackler  | Peel Kolby        | 9 tacles dont 8 en solo                                                  |